# Aeropuerto de Elorza
El Aeropuerto de Elorza es un terminal aéreo venezolano localizado en Elorza, Municipio Rómulo Gallegos del estado Apure. Tiene una sola pista de 1200 metros de largo, 30 de ancho y solo recibe o despacha vuelos diurnos. Por encontrarse en una zona de escaso tráfico aéreo, el terminal tiene escasa infraestructura.
El aeropuerto carece de sistema de aterrizaje instrumental (ILS, Instrument Landing System) pero posee un radio faro o baliza no direccional (NDB) siglas EZA que forma parte del sistema de ayudas de navegación de Venezuela.
El 24 de febrero de 2008, el presidente Hugo Chávez anunció en el programa Aló Presidente No. 305 la aprobación de 45,2 millones de bolívares fuertes para construir un sustituto para el aeropuerto de Elorza en La Yagüita, población cercana en el mismo municipio. En el mismo programa anunció que el Aeropuerto Las Flecheras de San Fernando de Apure también será trasladado a una nueva sede aún por decidirse.